# Kistérség de Miskolc
Kistérség de Miskolc - Kistérség de Miskolc - uno de los quince distritos de la provincia de Borsod-Abaúj-Zemplén, Hungría. La sede de la ciudad de Miskolc.

## Miskolc municipios del condado
- Alacska
- Alsózsolca
- Arnót
- Berzék
- Bőcs
- Bükkaranyos
- Bükkszentkereszt
- Emőd
- Felsőzsolca
- Gesztely
- Harsány
- Hernádkak
- Hernádnémeti
- Kisgyőr
- Kistokaj
- Kondó
- Köröm
- Mályi
- Miskolc
- Muhi
- Nyékládháza
- Onga
- Ónod
- Parasznya
- Radostyán
- Répáshuta
- Sajóbábony
- Sajóecseg
- Sajóhídvég
- Sajókápolna
- Sajókeresztúr
- Sajólád
- Sajólászlófalva
- Sajópálfala
- Sajópetri
- Sajósenye
- Sajószentpéter
- Sajóvámos
- Szirmabesenyő
- Varbó

- Datos: Q960856